# Biélorussie aux Jeux olympiques d'été de 2016
La Biélorussie participe aux Jeux olympiques d'été de 2016 à Rio de Janeiro au Brésil qui se dérouleront du 5 août au 21 août 2016. Il s'agit de sa 6e participation à des Jeux olympiques d'été.

## Médaillés

### Médailles d'or
| Sport              | Discipline                                   | Athlète(s)           | Performance | Date    |
| Médailles d’or : 1 |                                              |                      |             |         |
| Trampoline         | Trampoline aux Jeux olympiques d'été de 2016 | Uladzislau Hancharou | 61,745      | 13 août |

### Médailles d'argent
| Sport                  | Discipline                 | Athlète(s)       | Performance | Date    |
| Médailles d’argent : 4 |                            |                  |             |         |
| Haltérophilie          | 94 kg hommes               | Vadzim Straltsou | 395         | 13 août |
| Haltérophilie          | 75 kg femmes               | Darya Naumava    | 258         | 13 août |
| Athlétisme             | Lancer du marteau masculin | Ivan Tsikhan     | 77,79 m     | 20 août |
| Lutte                  | 63 kg femmes               | Maryia Mamashuk  | 3-0         | 18 août |

### Médailles de bronze
| Sport                   | Discipline             | Athlète(s)                                                             | Performance    | Date    |
| Médailles de bronze : 4 |                        |                                                                        |                |         |
| Canoë-kayak             | K4 500 mètres femmes   | Marharyta Makhneva Nadzeya Liapeshka Volha Khudzenka Maryna Litvinchuk | 1 min 33 s 908 | 20 août |
| Lutte                   | 85 kg hommes           | Javid Hamzatau                                                         | 3-1            | 15 août |
| Lutte                   | 125 kg hommes          | Ibrahim Saidau                                                         | 3-1            | 20 août |
| Natation                | 50 m nage libre femmes | Aliaksandra Herasimenia                                                | 24.11          | 14 août |

## Athlétisme
Hommes
Courses
| Athlète               | Épreuve     | Séries   | Séries | Quarts de finale | Quarts de finale | Demi-finales | Demi-finales | Finale   | Finale |
| Athlète               | Épreuve     | Résultat | Rang   | Résultat         | Rang             | Résultat     | Rang         | Résultat | Rang   |
| --------------------- | ----------- | -------- | ------ | ---------------- | ---------------- | ------------ | ------------ | -------- | ------ |
| Vladislav Pryamov     | marathon    |          |        | NC               | NC               | –            | –            | –        | –      |
| Stsiapan Rahautsou    | marathon    |          |        | NC               | NC               |              |              | –        | –      |
| Dzianis Simanovich    | 20km marche |          |        | NC               | NC               |              |              | –        | –      |
| Aliaksandr Liakhovich | 20km marche |          |        | NC               | NC               |              |              | –        | –      |
| Yauheni Zalesski      | 20km marche |          |        | NC               | NC               |              |              | –        | –      |
| Ivan Trotski          | 50km marche | NC       | NC     | NC               | NC               | NC           | NC           |          |        |
| Pavel Yarokhau        | 50km marche |          |        | NC               | NC               |              |              | –        | –      |

Concours
| Athlète                 | Épreuve           | Qualification | Qualification | Finale   | Finale |
| Athlète                 | Épreuve           | Distance      | Rang          | Distance | Rang   |
| ----------------------- | ----------------- | ------------- | ------------- | -------- | ------ |
| Andrei Churyla          | saut en hauteur   |               |               | –        | –      |
| Dmitri Nabokau          | saut en hauteur   |               |               | –        | –      |
| Kanstantsin Barycheuski | saut en longueur  |               |               |          |        |
| Pavel Lyzhyn            | lancer de poids   |               |               |          |        |
| Ivan Tsikhan            | lancer de marteau |               |               |          |        |
| Siarhei Kalamoyets      | lancer de marteau |               |               |          |        |

Combinés – Décathlon
| Athlète           | Épreuve  | 100 m | SL | LP | SH | 400 m | 110 H | LD | SP | LJ | 1 500 m | Total | Rang |
| ----------------- | -------- | ----- | -- | -- | -- | ----- | ----- | -- | -- | -- | ------- | ----- | ---- |
| Andrei Krauchanka | Résultat |       |    |    |    |       |       |    |    |    |         |       |      |
| Andrei Krauchanka | Points   |       |    |    |    |       |       |    |    |    |         |       |      |

Femmes
Courses
| Athlète             | Épreuve      | Séries   | Séries | Quarts de finale | Quarts de finale | Demi-finales | Demi-finales | Finale   | Finale |
| Athlète             | Épreuve      | Résultat | Rang   | Résultat         | Rang             | Résultat     | Rang         | Résultat | Rang   |
| ------------------- | ------------ | -------- | ------ | ---------------- | ---------------- | ------------ | ------------ | -------- | ------ |
| Maryna Arzamasava   | 800 m        | NC       | NC     |                  |                  | –            | –            | –        | –      |
| Alina Talay         | 100 m haies  |          |        | NC               | NC               |              |              | –        | –      |
| Sviatlana Kudzelich | 3000m crosse | NC       | NC     |                  |                  |              |              | –        | –      |

Concours
| Athlète                     | Épreuve            | Qualification | Qualification | Finale   | Finale |
| Athlète                     | Épreuve            | Distance      | Rang          | Distance | Rang   |
| --------------------------- | ------------------ | ------------- | ------------- | -------- | ------ |
| Nastassia Mironchyk-Ivanova | Saut en longueur   |               |               |          |        |
| Volha Sudarava              | Saut en longueur   |               |               |          |        |
| Kseniya Dziatsuk            | Triple saut        |               |               |          |        |
| Iryna Vaskouskaya           | Triple saut        |               |               | –        | –      |
| Aliona Dubitskaya           | lancer de poids    |               |               |          |        |
| Yuliya Leantsiuk            | Lancer de poids    |               |               |          |        |
| Natallia Mikhnevich         | Lancer de poids    |               |               |          |        |
| Aksana Miankova             | Lancer de marteau  |               |               |          |        |
| Alena Sobaleva              | Lancer de marteau  |               |               |          |        |
| Tatsiana Khaladovich        | Lancer de javeleau |               |               |          |        |

Combinés – Heptathlon
| Athlète                  | Épreuve  | 100 H | SH | LP | 200 m | SL | LJ | 800 m | Total | Rang |
| ------------------------ | -------- | ----- | -- | -- | ----- | -- | -- | ----- | ----- | ---- |
| Yana Maksimava           | Résultat |       |    |    |       |    |    |       |       |      |
| Yana Maksimava           | Points   |       |    |    |       |    |    |       |       |      |
| Katsiaryna Netsviatayeva | Résultat |       |    |    |       |    |    |       |       |      |
| Katsiaryna Netsviatayeva | Points   |       |    |    |       |    |    |       |       |      |

## Aviron
Légende: FA = finale A (médaille) ; FB = finale B (pas de médaille) ; FC = finale C (pas de médaille) ; FD = finale D (pas de médaille) ; FE = finale E (pas de médaille) ; FF = finale F (pas de médaille) ; SA/B = demi-finales A/B ; SC/D = demi-finales C/D ; SE/F = demi-finales E/F ; QF = quarts de finale; R= repêchage
Hommes
| Athlète                                                    | Compétition         | Séries        | Séries | Repêchage     | Repêchage | Quarts de finale | Quarts de finale | Demi-finales  | Demi-finales | Finale        | Finale |
| Athlète                                                    | Compétition         | Temps         | Rang   | Temps         | Rang      | Temps            | Rang             | Temps         | Rang         | Temps         | Rang   |
| ---------------------------------------------------------- | ------------------- | ------------- | ------ | ------------- | --------- | ---------------- | ---------------- | ------------- | ------------ | ------------- | ------ |
| Stanislau Shcharbachenia                                   | Skiff               | 7 min 11 s 49 | 2 QF   | exempt        | exempt    | 6 min 55 s 19    | 3 SA/B           | 7 min 06 s 69 | 2 FA         | 6 min 48 s 78 | 5      |
| Vadzim Lialin Dzianis Mihal Ihar Pashevich Mikalai Sharlap | Quatre sans barreur | 6 min 02 s 93 | 4 R    | 6 min 36 s 50 | 2 SA/B    | NC               | NC               | 6 min 22 s 46 | 4 FB         | 6 min 00 s 57 | 9      |

Femmes
| Athlète                       | Compétition       | Séries        | Séries | Repêchage     | Repêchage | Quarts de finale | Quarts de finale | Demi-finales  | Demi-finales | Finale        | Finale |
| Athlète                       | Compétition       | Temps         | Rang   | Temps         | Rang      | Temps            | Rang             | Temps         | Rang         | Temps         | Rang   |
| ----------------------------- | ----------------- | ------------- | ------ | ------------- | --------- | ---------------- | ---------------- | ------------- | ------------ | ------------- | ------ |
| Ekaterina Karsten             | Skiff             | 8 min 21 s 21 | 2 QF   | exempt        | exempt    | 7 min 28 s 03    | 3 SA/B           | 7 min 48 s 89 | 5 FB         | 7 min 25 s 03 | 8      |
| Alena Furman Inna Nikulina    | Deux sans barreur | 7 min 35 s 23 | 5 R    | 8 min 07 s 16 | 6 FC      | NC               | NC               | exempt        | exempt       | 8 min 32 s 54 | 15     |
| Yuliya Bichyk Tatsiana Kukhta | Deux de couple    | 7 min 27 s 22 | 3 SA/B | exempt        | exempt    | NC               | NC               | 6 min 57 s 64 | 5 FB         | 7 min 40 s 48 | 8      |

## Basket-ball

### Tournoi féminin
La sélection féminine biélorusse se qualifie en terminant dans le top 5 du Tournoi préolympique de basket-ball féminin 2016.

## Boxe
Hommes
| Dzmitry Asanau | -56 kg |  | – | – | – | – | – | – | – | – |

## Cyclisme

### Cyclisme sur route
| Athlète             | Compétition             | Temps              | Rang |
| ------------------- | ----------------------- | ------------------ | ---- |
| Kanstantsin Siutsou | Course en ligne hommes  | 6 h 30 min 05 s    | 49e  |
| Kanstantsin Siutsou | Contre-la-montre hommes | 1 h 18 min 58 s 75 | 25e  |
| Vasil Kiryienka     | Course en ligne hommes  | non terminé        | NC   |
| Vasil Kiryienka     | Contre-la-montre hommes | 1 h 16 min 05 s 70 | 17e  |
| Alena Amialiusik    | Course en ligne femmes  | 3 h 03 min 53 s    | 13e  |
| Alena Amialiusik    | Contre-la-montre femmes | 46 min 05 s 73     | 11e  |

### Cyclisme sur piste
Omnium
| Athlète            | Compétition   | Scratch | Poursuite | Poursuite | Élimination | Contre-la-montre | Contre-la-montre | Tour lancé | Tour lancé | Course aux points | Course aux points | Total | Rang |
| Athlète            | Compétition   | Rang    | Temps     | Rang      | Rang        | Temps            | Rang             | Temps      | Rang       | Points            | Rang              | Total | Rang |
| ------------------ | ------------- | ------- | --------- | --------- | ----------- | ---------------- | ---------------- | ---------- | ---------- | ----------------- | ----------------- | ----- | ---- |
| Tatsiana Sharakova | Omnium femmes |         |           |           |             |                  |                  |            |            |                   |                   |       |      |

## Escrime
| Athlète              | Compétition        | 1/32 de finale   | 1/16 de finale   | 1/8 de finale    | Quarts de finale | Demi-finales     | Match pour la médaille de bronze Matchs de classement 5-8 | Match pour la médaille de bronze Matchs de classement 5-8 | Finale           | Finale |
| Athlète              | Compétition        | Adversaire Score | Adversaire Score | Adversaire Score | Adversaire Score | Adversaire Score | Adversaire Score                                          | Rang                                                      | Adversaire Score | Rang   |
| -------------------- | ------------------ | ---------------- | ---------------- | ---------------- | ---------------- | ---------------- | --------------------------------------------------------- | --------------------------------------------------------- | ---------------- | ------ |
| Aliaksandr Buikevich | Sabre individuelle | NC               |                  |                  |                  | –                | –                                                         | –                                                         | –                | –      |

## Gymnastique

### Artistique
Hommes
| Athlète             | Compétition | Qualifications | Qualifications | Qualifications | Qualifications | Qualifications | Qualifications | Qualifications | Qualifications | Finale   | Finale   | Finale   | Finale   | Finale   | Finale   | Finale | Finale |
| Athlète             | Compétition | Appareil       | Appareil       | Appareil       | Appareil       | Appareil       | Appareil       | Total          | Rang           | Appareil | Appareil | Appareil | Appareil | Appareil | Appareil | Total  | Rang   |
| Athlète             | Compétition | S              | CA             | A              | SC             | BP             | BF             | Total          | Rang           | S        | CA       | A        | SC       | BP       | BF       | Total  | Rang   |
| ------------------- | ----------- | -------------- | -------------- | -------------- | -------------- | -------------- | -------------- | -------------- | -------------- | -------- | -------- | -------- | -------- | -------- | -------- | ------ | ------ |
| Andrey Likhovitskiy | Individuel  |                |                |                |                |                | –              |                | –              |          |          |          |          |          |          | –      | –      |

Femme
| Athlète       | Compétition | Qualifications | Qualifications | Qualifications | Qualifications | Qualifications | Qualifications | Qualifications | Qualifications | Finale   | Finale   | Finale   | Finale   | Finale   | Finale   | Finale | Finale |
| Athlète       | Compétition | Appareil       | Appareil       | Appareil       | Appareil       | Appareil       | Appareil       | Total          | Rang           | Appareil | Appareil | Appareil | Appareil | Appareil | Appareil | Total  | Rang   |
| Athlète       | Compétition | S              | CA             | A              | SC             | BP             | BF             | Total          | Rang           | S        | CA       | A        | SC       | BP       | BF       | Total  | Rang   |
| ------------- | ----------- | -------------- | -------------- | -------------- | -------------- | -------------- | -------------- | -------------- | -------------- | -------- | -------- | -------- | -------- | -------- | -------- | ------ | ------ |
| Kylie Dickson | Individuel  |                |                |                |                |                | –              |                | –              |          |          |          |          |          |          | –      | –      |

### Rythmique
| Athlète            | Compétition | Qualification | Qualification | Qualification | Qualification | Qualification | Qualification | Finale  | Finale | Finale | Finale | Finale | Finale |
| Athlète            | Compétition | Cerceau       | Ballon        | Massue        | Ruban         | Total         | Rang          | Cerceau | Ballon | Massue | Ruban  | Total  | Rang   |
| ------------------ | ----------- | ------------- | ------------- | ------------- | ------------- | ------------- | ------------- | ------- | ------ | ------ | ------ | ------ | ------ |
| Katsiaryna Halkina | Individuel  |               |               |               |               |               |               | –       | –      | –      | –      | –      | –      |
| Melitina Staniouta | Individuel  |               |               |               |               |               |               | –       | –      | –      | –      | –      | –      |

### Trampoline
| Athlète              | Compétition | Séries  | Séries | Finale | Finale |
| Athlète              | Compétition | Score   | Rang   | Score  | Rang   |
| -------------------- | ----------- | ------- | ------ | ------ | ------ |
| Uladzislau Hancharou | Hommes      |         |        | 61,745 | 1er    |
| Hanna Harchonak      | Femmes      |         |        |        |        |
| Tatsiana Piatrenia   | Femmes      | 107,539 | 7e     | 58,805 | 7e     |

## Judo
| Athlète          | Compétition   | 1/32 de finale      | 1/16 de finale      | 1/8 de finale       | Quarts de finale    | Demi-finales        | Repêchage 1         | Repêchage 2         | Finale              | Finale |
| Athlète          | Compétition   | Adversaire Résultat | Adversaire Résultat | Adversaire Résultat | Adversaire Résultat | Adversaire Résultat | Adversaire Résultat | Adversaire Résultat | Adversaire Résultat | Rang   |
| ---------------- | ------------- | ------------------- | ------------------- | ------------------- | ------------------- | ------------------- | ------------------- | ------------------- | ------------------- | ------ |
| Dzmitry Shershan | Homme -66 kg  | exempt              |                     |                     |                     | –                   |                     |                     | –                   | –      |
| Darya Skrypnik   | Femmes -48 kg |                     |                     |                     | –                   | –                   | –                   | –                   | –                   | –      |

## Lutte
| Athlète             | Compétition     | Qualification       | Huitièmes de finale | Quarts de finale    | Demi-finales        | Repêchage 1         | Repêchage 2         | Finale              | Finale |
| Athlète             | Compétition     | Adversaire Résultat | Adversaire Résultat | Adversaire Résultat | Adversaire Résultat | Adversaire Résultat | Adversaire Résultat | Adversaire Résultat | Rang   |
| ------------------- | --------------- | ------------------- | ------------------- | ------------------- | ------------------- | ------------------- | ------------------- | ------------------- | ------ |
| Lutte libre         |                 |                     |                     |                     |                     |                     |                     |                     |        |
| Amarhajy Mahamedau  | Moins de 86 kg  | exempt              |                     |                     | –                   | –                   | –                   | –                   | –      |
| Ibrahim Saidau      | Moins de 125 kg | exempt              |                     |                     |                     | –                   |                     | –                   | –      |
| Lutte greco-romaine |                 |                     |                     |                     |                     |                     |                     |                     |        |
| Soslan Daurov       | Moins de 59 kg  |                     |                     | –                   | –                   | –                   | –                   | –                   | –      |
| Javid Hamzatau      | Moins de 85 kg  | exempt              |                     | –                   | –                   | –                   | –                   | –                   | –      |
| Aliaksandr Hrabovik | Moins de 98 kg  | exempt              |                     | –                   | –                   | –                   | –                   | –                   | –      |

| Athlète            | Compétition    | Qualification       | Huitièmes de finale | Quarts de finale    | Demi-finales        | Repêchage 1         | Repêchage 2         | Finale              | Finale |
| Athlète            | Compétition    | Adversaire Résultat | Adversaire Résultat | Adversaire Résultat | Adversaire Résultat | Adversaire Résultat | Adversaire Résultat | Adversaire Résultat | Rang   |
| ------------------ | -------------- | ------------------- | ------------------- | ------------------- | ------------------- | ------------------- | ------------------- | ------------------- | ------ |
| Lutte libre        |                |                     |                     |                     |                     |                     |                     |                     |        |
| Maryia Mamashuk    | Moins de 63 kg | exempt              |                     | –                   | –                   | –                   | –                   | –                   | –      |
| Vasilisa Marzaliuk | Moins de 75 kg | exempt              |                     | –                   | –                   | –                   | –                   | –                   | –      |

## Plongeon
| Athlète      | Compétition | Éliminatoires | Éliminatoires | Demi-finale | Demi-finale | Finale | Finale |
| Athlète      | Compétition | Points        | Rang          | Points      | Rang        | Points | Rang   |
| ------------ | ----------- | ------------- | ------------- | ----------- | ----------- | ------ | ------ |
| Vadim Kaptur | 10 mètres   |               |               | –           | –           | –      | –      |

## Taekwondo
Homme
| Athlète              | Compétition | Huitièmes de finale | Quarts de finale    | Demi-finales        | Repêchage 1         | Repêchage 2         | Finale              | Finale |
| Athlète              | Compétition | Adversaire Résultat | Adversaire Résultat | Adversaire Résultat | Adversaire Résultat | Adversaire Résultat | Adversaire Résultat | Rang   |
| -------------------- | ----------- | ------------------- | ------------------- | ------------------- | ------------------- | ------------------- | ------------------- | ------ |
| Arman-Marshall Silla | -80 kg      |                     |                     |                     | –                   |                     | –                   | –      |

## Tennis de table
| Athlète           | Compétition | Tour préliminaire | 1er tour         | 2e tour          | 3e tour          | 4e tour          | Quarts de finale | Demi-finales     | Finale           | Finale |
| Athlète           | Compétition | Adversaire Score  | Adversaire Score | Adversaire Score | Adversaire Score | Adversaire Score | Adversaire Score | Adversaire Score | Adversaire Score | Rang   |
| ----------------- | ----------- | ----------------- | ---------------- | ---------------- | ---------------- | ---------------- | ---------------- | ---------------- | ---------------- | ------ |
| Vladimir Samsonov | Simple      | exempt            | exempt           | exempt           |                  | –                | –                | –                | –                | –      |

| Athlète              | Compétition | Tour préliminaire | 1er tour         | 2e tour          | 3e tour          | 4e tour          | Quarts de finale | Demi-finales     | Finale           | Finale |
| Athlète              | Compétition | Adversaire Score  | Adversaire Score | Adversaire Score | Adversaire Score | Adversaire Score | Adversaire Score | Adversaire Score | Adversaire Score | Rang   |
| -------------------- | ----------- | ----------------- | ---------------- | ---------------- | ---------------- | ---------------- | ---------------- | ---------------- | ---------------- | ------ |
| Viktoria Pavlovich   | Simple      | exempt            |                  |                  |                  | –                | –                | –                | –                | –      |
| Aleksandra Privalova | Simple      | exempt            | exempt           |                  |                  | –                | –                | –                | –                | –      |

## Tir à l'arc
| Athlète        | Compétition | Tour préliminaire | Tour préliminaire | 1er tour                     | 2e tour          | 3e tour          | Quarts de finale | Demi-finales     | Match pour la médaille de bronze | Match pour la médaille de bronze | Finale           | Finale |
| Athlète        | Compétition | Score             | Rang              | Adversaire Score             | Adversaire Score | Adversaire Score | Adversaire Score | Adversaire Score | Adversaire Score                 | Rang                             | Adversaire Score | Rang   |
| -------------- | ----------- | ----------------- | ----------------- | ---------------------------- | ---------------- | ---------------- | ---------------- | ---------------- | -------------------------------- | -------------------------------- | ---------------- | ------ |
| Anton Prylepau | Individuel  | 643               | 52e               | Battu par Ricardo Soto 5 - 6 | non qualifié     | non qualifié     | non qualifié     | non qualifié     | non qualifié                     | non qualifié                     | non qualifié     | 33e    |